# Paraguay Central Railway

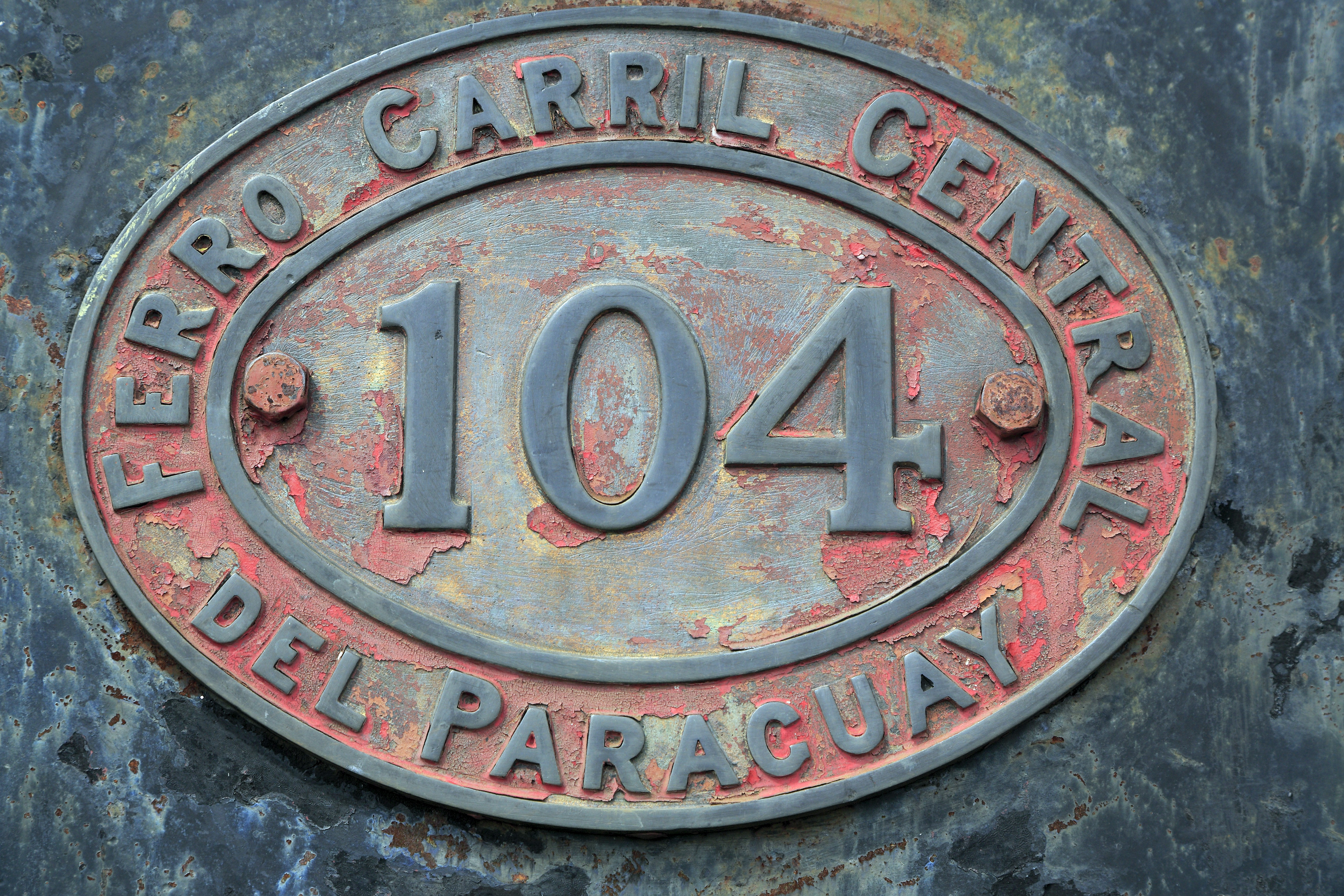
Schild an der erhaltenen Lokomotive Nr. 104

Die Paraguay Central Railway (spanisch Ferrocarril Central del Paraguay, abgekürzt FCCP oder FCP) war eine britische Eisenbahngesellschaft mit Sitz in London, die in Paraguay von 1889 bis 1961 das größte Streckennetz des Landes aufbaute und betrieb.

## Vorgeschichte
1877 entschied sich die paraguayische Regierung unter Patricio Escobar, aufgrund finanzieller Probleme, die 1861 eröffnete staatliche Ferrocarril de la Asunción a la Villa Rica zu verkaufen. Zuerst wurde sie an Luis Patri verkauft. Er war ein aus Italien stammender Viehzüchter, der nach dem  Tripel-Allianz-Krieg ins Land kam und seinerzeit einer der reichsten Männer Paraguays war. Patri begann mit dem Ausbau der Bahnstrecke und der Modernisierung der bestehenden Strecke. 1886 kaufte die Regierung unter Bernardino Caballero die Bahn wieder zurück. Als die paraguayische Regierung kurz darauf erneut in finanzielle Schwierigkeiten geriet, beschloss man die Bahn an eine britische Gesellschaft zu verkaufen.

## Geschichte

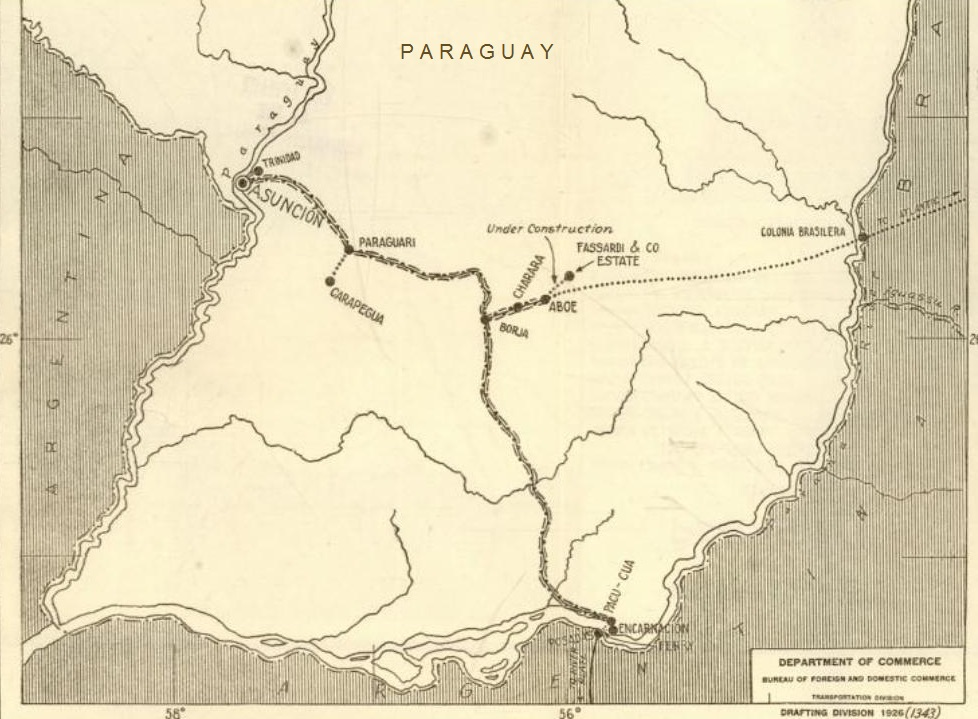
Streckennetz 1926

Die am 11. Februar 1889 in London gegründete Paraguay Central Railway Company unterzeichnete am 12. Juni des Jahres den Kaufvertrag und die Bahn wurde in  Ferrocarril Central del Paraguay umbenannt. Bedingung für die Übernahme war die Verlängerung der Strecke bis an die argentinische Grenze und der Bau weiterer Anschlussstrecken. 1909 einigte man sich mit der argentinischen Ferrocarril Nordeste Argentino (FCNEA) und der Regierung von Argentinien auf eine Zusammenarbeit, um die beiden Streckennetze zu verbinden und somit durchgehende Züge bis Buenos Aires anbieten zu können. Dadurch wurde es aber unerlässlich die bisherige in 1676 mm Breitspur gebaute Strecke auf die Regelspurweite umzuspuren, die auch die argentinische Gesellschaft verwendete.
1910 begannen die Arbeiten zur Umspurung der bestehenden Linie von Asunción südöstlich über Paraguarí nach Villarrica. Gleichzeitig begann man mit dem Bau der Verlängerung der Strecke von Villarrica bis nach Encarnación am Río Paraná. Dort wurde eine Eisenbahnfährverbindung nach Posadas an das Eisenbahnnetz der FCNEA eingerichtet. Die Länge dieser Hauptstrecke betrug 373 km und wurde am 1. Juli 1911 fertiggestellt. Durch die neue Strecke und die Anbindung an die FCNEA wurde die Reise von Asunción nach Buenos Aires, die auf dem Fluss fünf Tage dauerte, auf 30–35 Stunden verkürzt. 1914 wurde eine rund 60 km lange Abzweigung von Borja östlich nach Abaí gebaut, die ursprünglich später bis nach Ciudad del Este an die brasilianische Grenze verlängert werden sollte.

## Paraguay North Eastern Railway
Ab 1911 besaß der US-amerikanische Investor Percival Farquhar über seine Brazil Railway Company eine Mehrheitsbeteiligung an der Paraguay Central Railway Company. Im gleichen Jahr bekam er von der paraguayischen Regierung eine Konzession für den Bau einer Bahnstrecke von Asunción nordostwärts über rund 600 km nach Salto del Guairá an der Grenze zu Brasilien, wo ihr eine neue Bahnlinie von São Paulo entgegenkommen sollte. Kurz nach dem Beginn der Bauarbeiten bereiteten der Ausbruch des Zweiten Weltkrieges mit seinen Folgen für Farquhar und seine Gesellschaften diesen Plänen jedoch ein Ende.

## Verstaatlichung
Da das Geschäftsjahr 1958 einen erheblichen Verlust auswies, ordnete die Gesellschaft am 31. Dezember 1959 die Einstellung des Bahnbetriebs an. Gleichzeitig entließ sie alle ihre Mitarbeiter. Die Regierung von Alfredo Stroessner übernahm die Haushaltslücke des britischen Unternehmens, damit die Bahn weiter in Betrieb bleiben konnte. Durch ein am 8. Februar 1961 verabschiedetes Gesetz wurde eine autonome Einrichtung für den Betrieb des zu verstaatlichen Eisenbahnverkehrs geschaffen. Am 21. Oktober 1961, genau ein Jahrhundert nach der Einweihung der ersten Strecke, übernahm die neue Staatsbahn unter dem Namen Ferrocarril Presidente Carlos Antonio López den Betrieb.

## Fahrzeuge

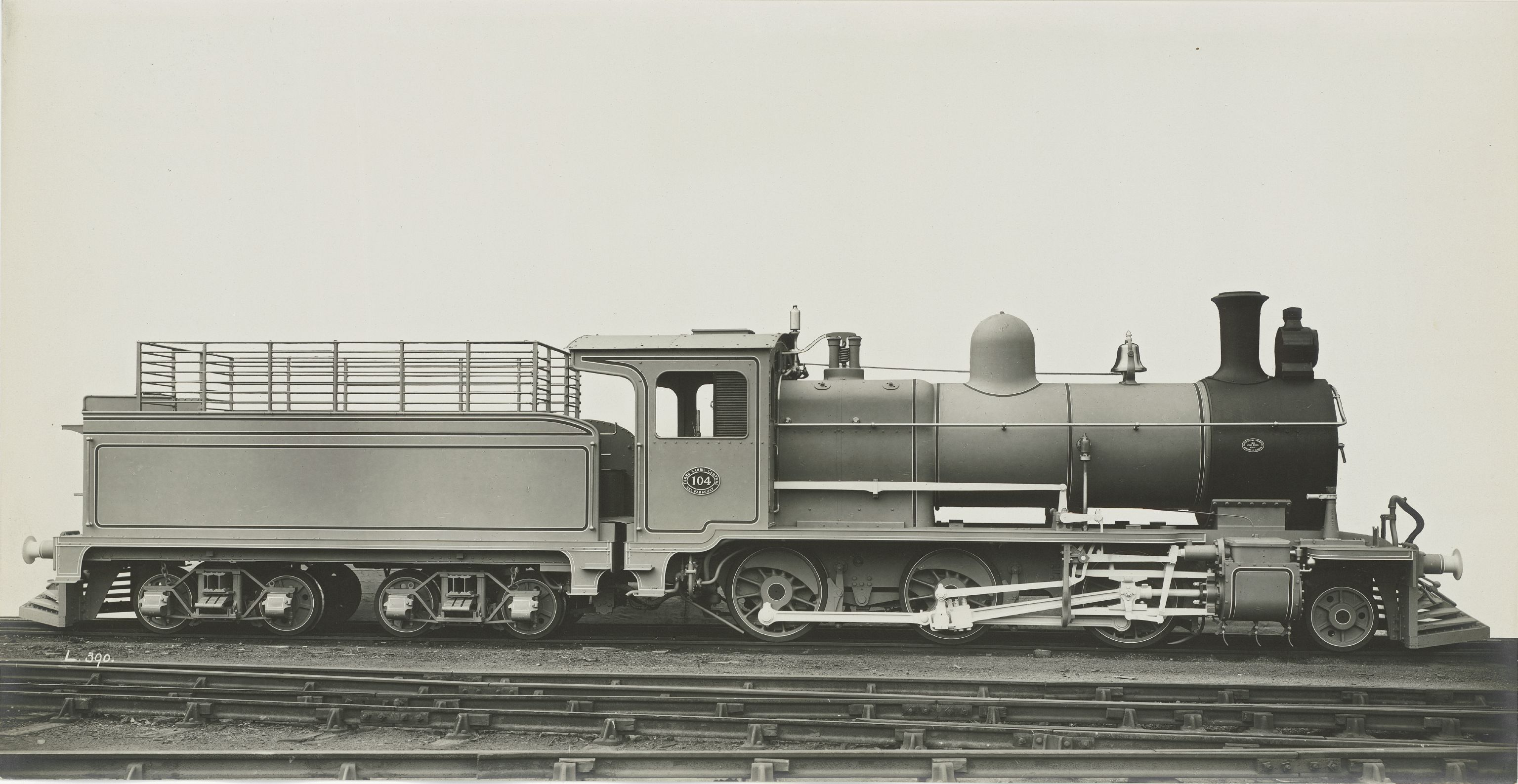
Lokomotive Nr. 104, gebaut 1910 bei North British Locomotive Company

Aufgrund der Umspurung musste 1911 der komplette Bestand an rollendem Material ausgetauscht werden. Zu den ersten nach der Umspurung angeschafften Lokomotiven gehörten 14 von der North British Locomotive Company gebaute Dampflokomotiven vom Typ Mogul. Generell ließ die Gesellschaft alle ihre Lokomotiven in Großbritannien bauen und abgesehen von einigen Rangierlokomotiven kamen nur Mogul-Lokomotiven zum Einsatz. Mitte 1925 verfügte die FCCP über 24 Lokomotiven, 26 Personen- und 479 Güterwagen. Bis 1936 änderte sich der Bestand nur unwesentlich auf 25 Lokomotiven, 43 Personen- und 480 Güterwagen. Bis 1944 kamen drei ölgefeuerte Dampftriebwagen mit Beiwagen von Sentinel-Cammell hinzu, die im Vorortverkehr von Asunción zum Einsatz kamen. Von Zeit zu Zeit wurden später auch Garratt-Lokomotiven der Baureihe 108 von der FCNEA ausgeliehen. Abgesehen von Güterzugbegleitwagen und einigen Spezialgüterwagen zum Transport von Zuckerrohr, die beide zweiachsig waren, wurden nur Eisenbahnwagen mit Drehgestellen eingesetzt.